# Береговая охрана Азербайджана
Береговая охрана Азербайджана (азерб. Azərbaycan Respublikası Dövlət Sərhəd Xidmətinin Sahil Mühafizəsi, Береговая охрана Государственной пограничной службы Азербайджана) — подразделение Государственной пограничной службы Азербайджана, выполняющее функции ГПС в водах Каспийского бассейна.
Береговая охрана Азербайджанской Республики была создана в 2005 году в результате совместного сотрудничества Азербайджана, США, Казахстана.

## Миссия

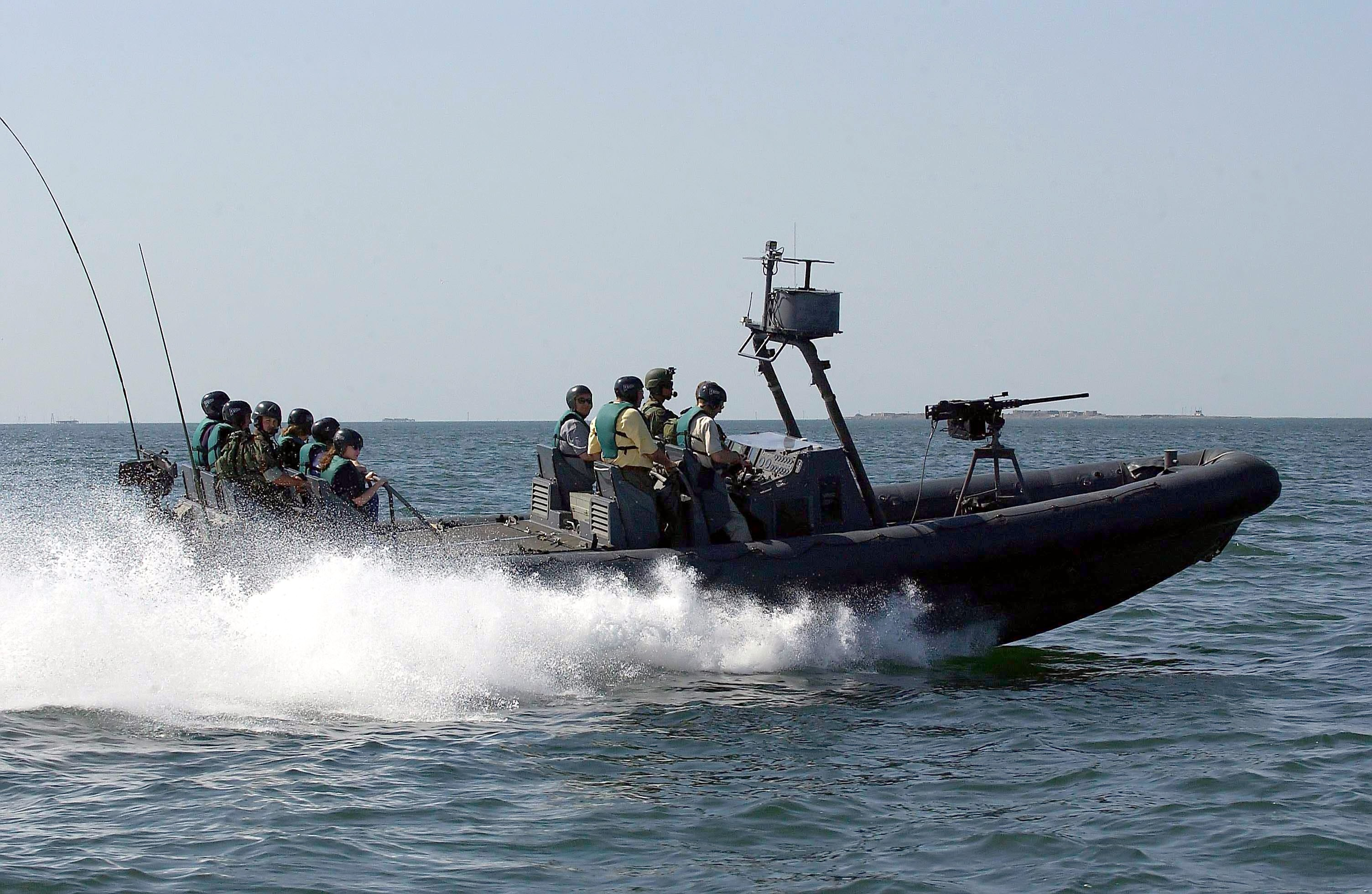
Прогулка участников конференции от ВМС США на надувном катере Береговой охраны Азербайджана.
Баку, Азербайджан, 9 июня 2004 года

Миссия Береговой охраны Азербайджана состоит в защите государственной границы и окружающей среды, а также в обеспечении экономических интересов страны в Каспийском море. Береговая охрана Азербайджана вовлечена в осуществление морского права, помощь морякам, поисковые и спасательные работы.

## Флаги

Флаг Верховного Главнокомандующего Азербайджана.
Флаг начальника Государственной пограничной службы - командующий пограничными войсками.
Флаг начальника Генерального штаба Пограничных войск.
Флаг Командира группой судов.
Вымпел Командира пограничных патрульных кораблей.
Вымпел пограничных патрульных кораблей.